# Gilbert Sheldon
Gilbert Sheldon (Stanton, 19 giugno 1598 – Lambeth, 9 novembre 1677) è stato un arcivescovo anglicano e teologo inglese, arcivescovo di Canterbury dal 1663 fino alla sua morte.

## Biografia
Nato a Stanton, nello Staffordshire, studiò al Trinity College dell'Università di Oxford, dove conseguì la laurea trienneale nel 1617 e la magistrale nel 1622. Dopo essersi trasferito a Cambridge, nel 1622 fu eletto fellow dell'All Souls College, dove conseguì il Bachelor of Divinity (1628) e il Doctor of Divinity (1634). Parallelamente all'attività accademica, nel 1622 fu ordinato sacerdote.
La sua scalata delle gerarchie ecclesiastiche fu rallentata dalla guerra civile: fedelissimo al re, Sheldon fu brevemente imprigionato dai Parlamentaristi a Wallingford Castle nel 1648 e nei dodici anni seguenti mantenne un profilo basso, vivendo con amici nel Derbyshire, Staffordshire, Nottinghamshire e Glamorgan, dedicandosi al soccorso dei poveri e alla raccolta di soldi per Carlo II, all'epoca in esilio.
Il 21 settembre 1660 fu nominato vescovo di Londra, venendo eletto ufficialmente il 9 ottobre, confermato il 23 ottobre e consacrato ufficialmente il 28 dello stesso mese all'Abbazia di Westminster. Come di consuetudine per i vescovi di Londra, fu nominato anche decano della Cappella reale. Dato che l'arcivescovo di Canterbury dell'epoca, William Juxon, era anziano e infermo, Sheldon lo coadiuvò e ne assunse numerose mansioni, occupandone anche il posto nel concilio privato. Il suo pensiero politico e teologico ispirò l'Atto di uniformità del 1662.
Dopo la morte di Juxon, Sheldon fu eletto arcivescovo di Canterbury l'11 agosto 1663, assumendone le mansioni dal 31 agosto prima di essere consacrato ufficialmente il 7 settembre. Come primate d'Inghilterra, mostrò sempre grande interesse per la sua alma mater, l'Università di Oxford, di cui fu rettore dal 1667 al 1669. Perse peso politico e favore presso il re dopo la caduta in disgrazia di Edward Hyde, I conte di Clarendon nel 1667 e il rapporto con Carlo II deteriorò ulteriormente a causa delle accuse di libertinismo mosse al regnante da parte dell'arcivescovo. Inoltre si oppose anche alla dichiarazione di Indulgenza promulgata da Carlo nel 1672.
Morì a Lambeth Palace nel 1677.

## Genealogia episcopale
La genealogia episcopale è:
- Cardinale Vital du Four
- Arcivescovo John de Stratford
- Vescovo William Edington
- Arcivescovo Simon Sudbury
- Vescovo Thomas Brantingham
- Vescovo Robert Braybrooke
- Arcivescovo Roger Walden
- Vescovo Henry Beaufort
- Cardinale Thomas Bourchier
- Arcivescovo John Morton
- Vescovo Richard Foxe
- Arcivescovo William Warham
- Vescovo John Longland
- Arcivescovo Thomas Cranmer
- Vescovo William Barlow
- Arcivescovo Matthew Parker
- Arcivescovo Edmund Grindal
- Arcivescovo John Whitgift
- Arcivescovo Richard Bancroft
- Arcivescovo George Abbot
- Arcivescovo George Montaigne
- Arcivescovo William Laud
- Vescovo Brian Duppa
- Arcivescovo Gilbert Sheldon